# Dicranum scoparium
Метлача (лат. Dicranum scoparium) врста је маховине, родом из Северне Америке. Обично формира простирке на тлу у сувим до влажним шумовитим пределима.

## Опис
Може се разликовати по листовима који снажно закривљују у једну страну. Обично је робусна и груба, формира стабљике висине 2–8 центиметара. Средњи лист се протеже до врха и обично има 4 гребена дуж леђа. Листови су дугачки 3,5 до 8 милиметара, копљастог облика назубљени дуж горње трећине. Већина листова ће бити савијена и закривљена на једну страну, али може бити и таласаста. Капсуле су дужине 2,3 до 5 милиметара, облика урне и закривљене. Капсуле се држе на углавном усправним стабљикама дужине 18 до 35 милиметара. Оперкулум (поклопац капсуле) је обично дужи од капсуле. 

## Дистрибуција
Метлача се може наћи широм Северне Америке (осим Лабрадора, Северне Дакоте, Тексаса и Неваде), Европе, Азије, као и у Аустралији и на Новом Зеланду. 